# Harald Wapenaar
Harald Wapenaar, né le 10 avril 1970 à Vlaardingen aux Pays-Bas est un footballeur néerlandais évoluant au poste de gardien de but.

## Biographie
Né à Vlaardingen aux Pays-Bas, Harald Wapenaar est formé au Feyenoord Rotterdam mais n'y joue aucun match en professionnel. Il commence sa carrière au RBC Roosendaal puis joue pour Helmond Sport avant de se faire connaître au FC Utrecht. 
En 2005 il rejoint le Vitesse Arnhem.
Le 7 janvier 2007 Wapenaar est prêté jusqu'à la fin de la saison au Sparta Rotterdam, qui cherchait un gardien de but.